# Basílica de Santa Maria dos Anjos e dos Mártires
Santa Maria degli Angeli e dei Martiri ou Basílica de Santa Maria dos Anjos e dos Mártires é uma igreja titular e basílica menor em Roma, Itália, construída dentro do frigidário das Termas de Diocleciano na Piazza della Repubblica.
O cardeal-presbítero protetor do título de Santa Maria dos Anjos é William Henry Keeler, arcebispo-emérito de Baltimore.

## Basílica
A basílica é dedicada aos mártires cristãos, conhecidos e desconhecidos, e foi construída depois que o papa Pio IV ordenou, em 27 de julho de 1561, que uma igreja fosse construída para ser dedicada a "Beatissimae Virgini et omnium Angelorum et Martyrum" ("Santíssima Virgem e todos os Anjos e Mártires"). O ímpeto para esta dedicação foi fornecido pelo relato de uma visão do arcanjo Uriel experimentada nas ruínas das Termas de Diocleciano em 1541 por um monge siciliano, Antonio del Duca, que já vinha, havia décadas, tentando uma autorização papal para uma veneração formal aos Príncipes angélicos. Uma história de que estes mártires seriam os escravos cristãos que trabalharam na construção das Termas é moderna. A igreja abriga o monumento funerário do papa Pio IV, cujo túmulo está na tribuna absidal.
As Termas de Diocleciano ocupavam uma posição dominante no Monte Quirinal com suas ruínas e haviam resistido à cristianização até então. Michelângelo trabalhou entre 1563 e 1564 para adaptar uma parte da estrutura remanescente das termas a de uma igreja. Uma construção posterior, dirigida por Luigi Vanvitelli em 1749, alterou muito superficialmente os grandiosos e harmônicos volumes de Michelângelo.
Em Santa Maria degli Angeli, ele conseguiu uma sequência sem igual de espaços arquitetônicos, com poucos precedentes ou seguidores. Não há uma fachada propriamente dita; a entrada simples está localizada numa das absides convexas de um dos espaços principais das termas. A planta partiu de uma cruz grega, com um transepto tão dominante, com suas capelas cúbicas nas extremidades, que o efeito é de uma nave transversa.
O vestíbulo de cantos inclinados e capelas laterais idênticas — uma com o túmulo de Salvator Rosa e a outra, de Carlo Maratta — leva a um segundo vestíbulo do lado oposto do transepto e dominado pela estátua gigante de São Bruno de Colônia, de Jean Antoine Houdon (1766). O papa Clemente XIV gostava tanto desta estátua que afirmou que ela falaria se não fosse pelo voto de silêncio da ordem que ele fundou, a Ordem dos Cartuxos.
O grande transepto abobadado é uma impressionante demonstração da escala monumental das construções romanas: 90,8 metros de comprimento e 28 metros de altura depois que Michelângelo elevou o piso para que ele alcançasse o nível da rua no século XVI. Esta elevação, contudo, obrigou-o a truncar as colunas romanas de granito vermelho que articulam o transepto e seus espaços laterais. O transepto tem 27 metros de largura, o que criou dois enormes espaços cúbicos, um em cada extremidade.
Em 2006, o escultor polonês Igor Mitoraj criou as novas portas de bronze e uma estátua de São João Batista para a basílica.
Santa Maria degli Angeli era a igreja estatal oficial do Reino de Itália (1861–1946). Mais recentemente, sepultamentos nacionais tem sido realizados na igreja e estão ali os túmulos do general Armando Diaz e do almirante Paolo Thaon di Revel, comandantes da vitoriosa campanha italiana na Primeira Guerra Mundial. É ali também que se realizam os funerais dos soldados italianos mortos no exterior.

### Linha meridiana
No início do século XVIII, o papa Clemente XI (r. 1700–1721) encomendou o astrônomo, matemático, arqueólogo, historiador e filósofo Francesco Bianchini uma "linha meridiana", uma espécie de relógio de sol, dentro da basílica. Completado em 1702, ele tinha três objetivos: o papa queria chegar a acurácia da reforma gregoriana do calendário, produzir uma ferramenta para prever a data da Páscoa com exatidão e, não menos importante, dar a Roma uma linha meridiana tão importante quanto a que Giovanni Domenico Cassini havia acabado de construir na Catedral de Bolonha, San Petronio. Segundo Alan Cook, "A disposição, a estabilidade e a precisão são muito melhores do que a do famoso meridiano ... em Bolonha".
Santa Maria foi a igreja escolhida por várias razões. Em primeiro lugar, como nas outras termas em Roma, o edifício já estava orientado para o sul para que ficasse exposto ao sol ininterruptamente. A altura das paredes também permitiam que uma longa linha fosse desenhada para medir o progresso do sol ao longo do ano de forma precisa. Além disso, as antigas paredes já estavam bem assentadas no solo, garantindo que os instrumentos de observação, cuidadosamente regulados, não se moveriam. Finalmente, por estar localizada nas antigas termas do imperador romano Diocleciano, ela representava, simbolicamente, uma vitória do calendário cristão sobre o antigo calendário pagão.
O relógio de sol de Bianchini foi construído ao longo do meridiano que atravessa roma na longitude 12° 30' E. Ao meio-dia solar, que varia de acordo com a equação do tempo de cerca de 10:54 a.m. UTC no final de outubro até 11:24 a.m. UTC em fevereiro, a luz do sol atravessa um pequeno orifício na parede e ilumina a linha diariamente. No solstício de verão, o sol está no seu ponto mais alto no céu e o raio de luz ilumina a linha no ponto mais perto da parede. No solstício de inverno, no mais afastado e, nos dois equinócios, em pontos intermediários. Quanto mais longa a linha meridiana, mais acuradamente se pode calcular a duração do ano e a linha em Santa Maria, de bronze encapsulado em mármore branco amarelado, tem 45 metros de comprimento.
Além de utilizar a linha para medir a posição do sol, Bianchini também adicionou orifícios no teto para marcar a passagem de estrelas. Com as janelas cobertas para escurecer o interior, Polaris, Arcturus e Sirius podem ser vistas através deles com a ajuda de telescópios para determinar suas ascensões retas e declinações. Todo o mecanismo foi restaurado em 2002 para o tricentenário de sua construção e está operacional.

## Galeria

Imagens da igreja
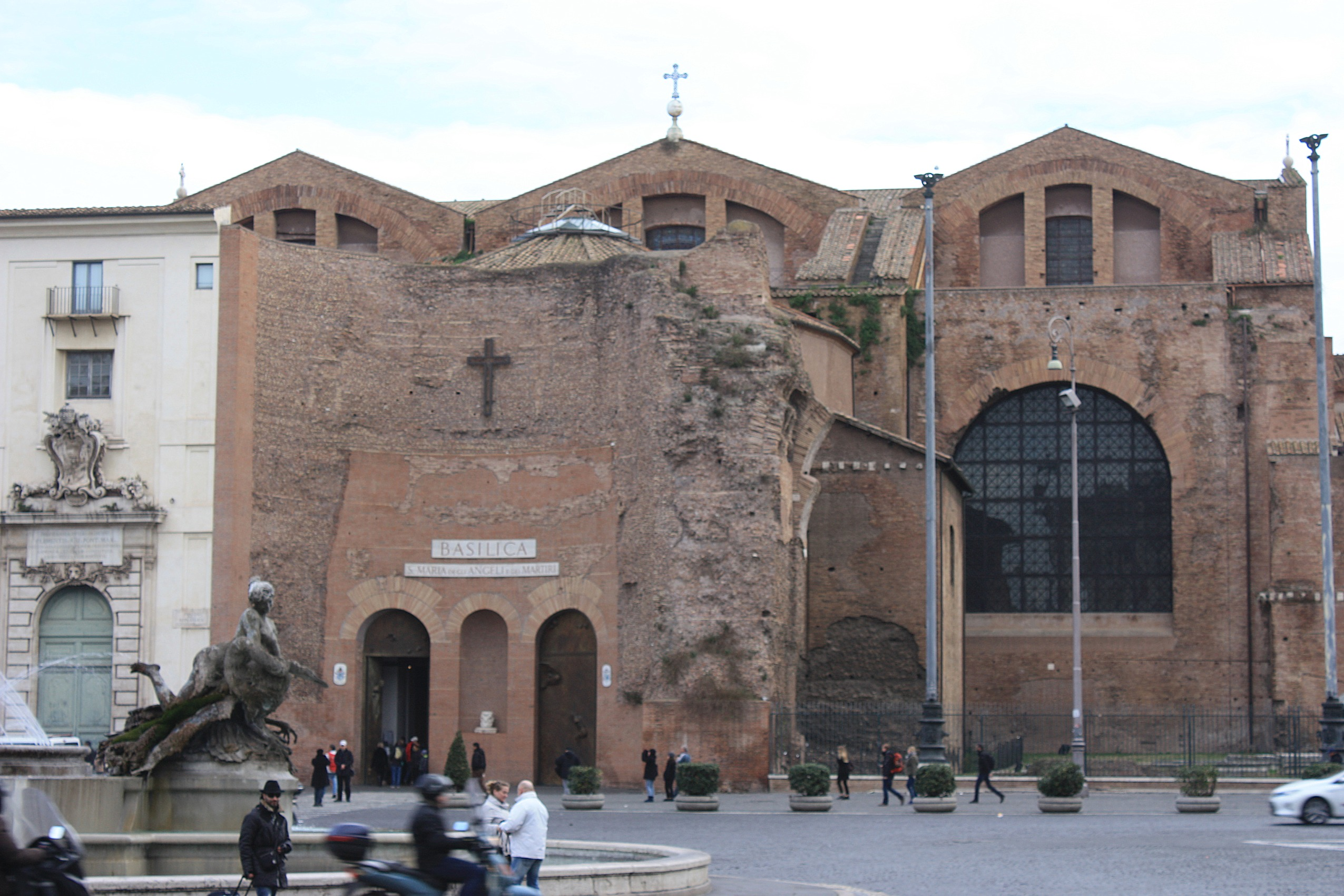
Fachada.
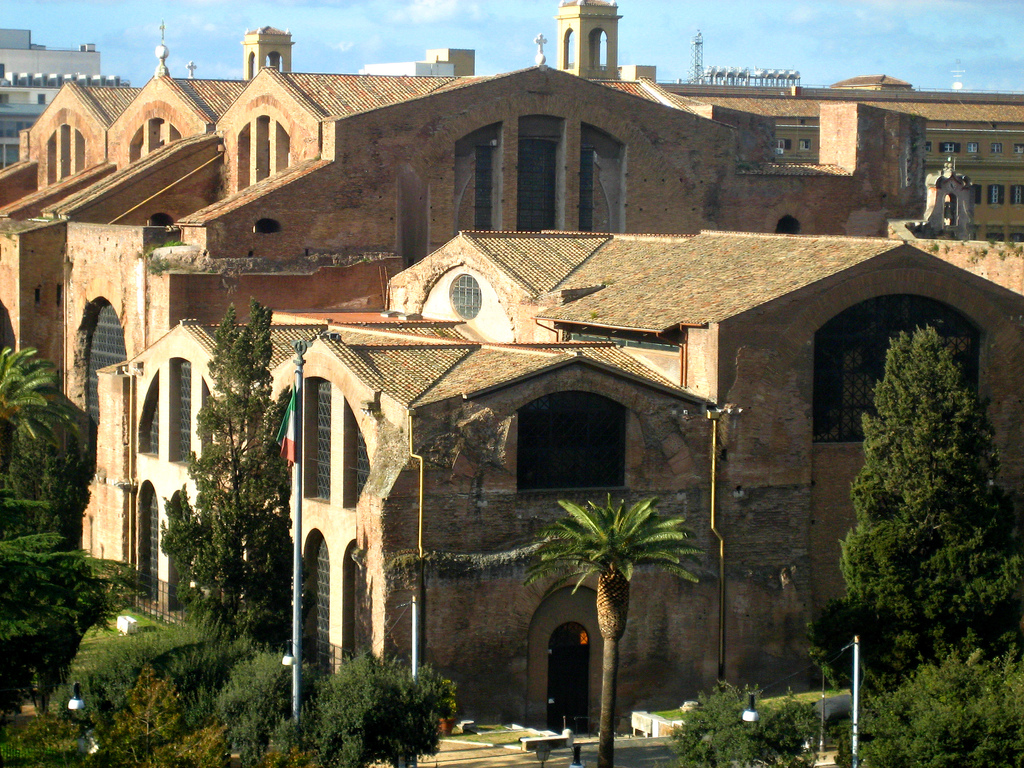
Vista geral da basílica (Termas de Diocleciano)
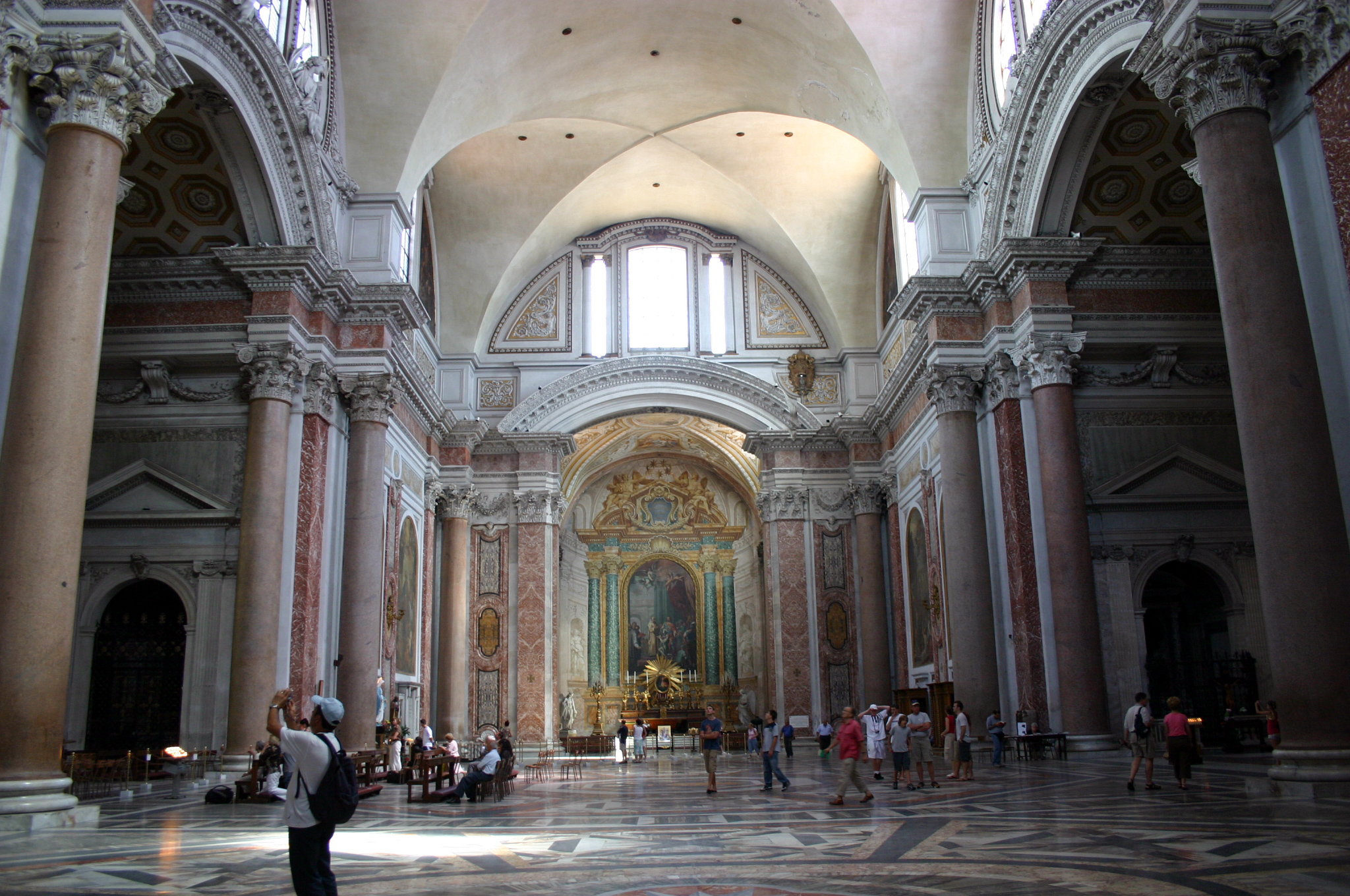
Vista do interior.
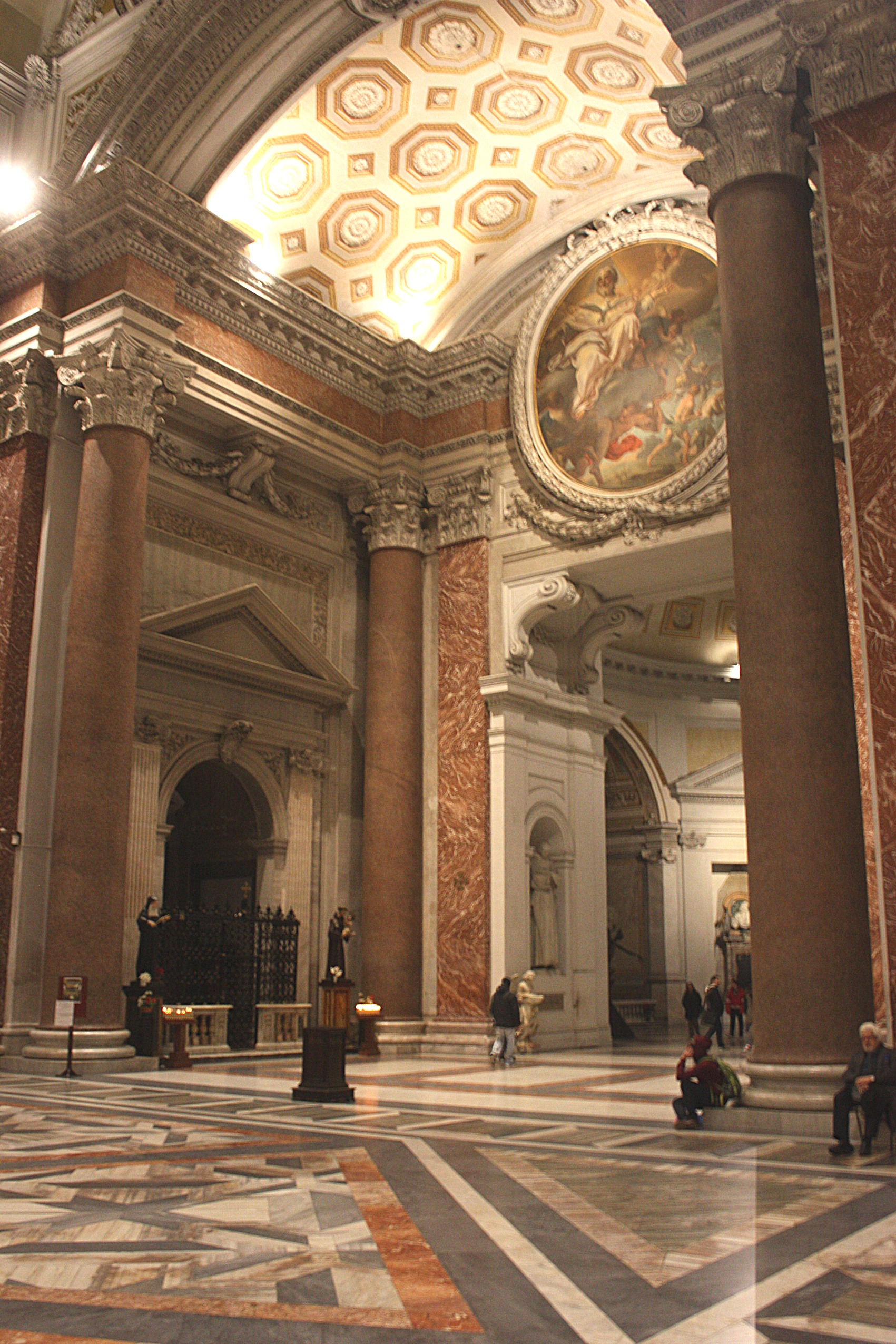
Interior.
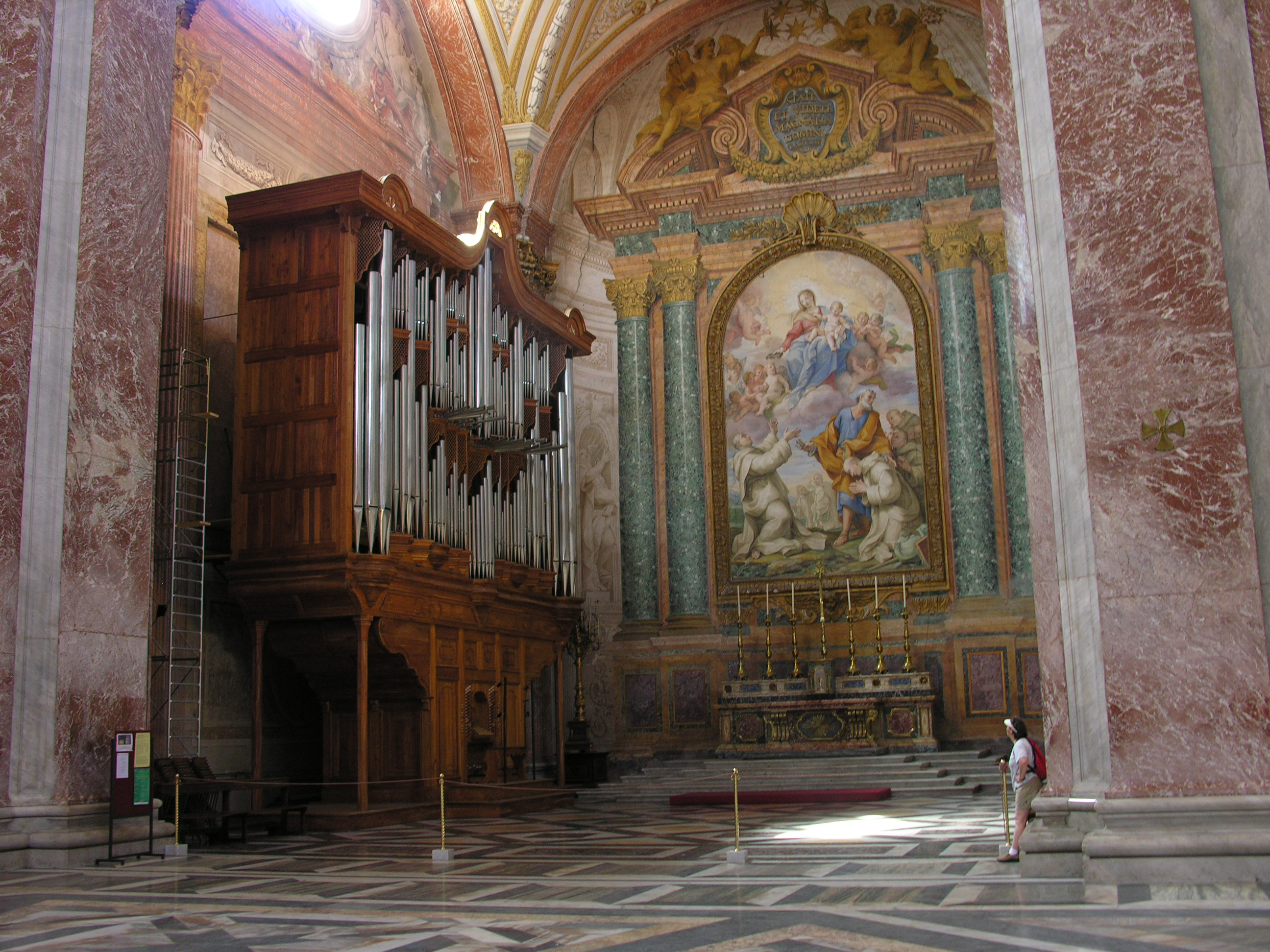
Órgão e Capela da Imaculada.